# Sinophorus constrictus
Sinophorus constrictus är en stekelart som beskrevs av Sanborne 1984. Sinophorus constrictus ingår i släktet Sinophorus och familjen brokparasitsteklar. Inga underarter finns listade i Catalogue of Life.